# Bregovina
Bregovina (en serbe cyrillique : Бреговина) est un village de Serbie situé dans la municipalité de Prokuplje, district de Toplica. Au recensement de 2011, il comptait 33 habitants.

## Démographie
| 1948 | 1953 | 1961 | 1971 | 1981 | 1991 | 2002 | 2011 |
| ---- | ---- | ---- | ---- | ---- | ---- | ---- | ---- |
| 378  | 411  | 329  | 229  | 154  | 101  | 70   | 33   |

|  |